# Караозек (станційне селище)
Караозе́к (каз. Қараөзек) — станційне селище у складі Кизилорджинської міської адміністрації Кизилординської області Казахстану. Входить до складу Кизилозецького сільського округу.
Населення — 507 осіб (2021; 575 у 2009, 496у 1999, 442 у 1989).